# 드라고미르 므르시치
드라고미르 므르시치(세르비아어: Dragomir Mršić, 1969년 10월 2일 ~ )는 스웨덴의 배우이다.

## 출연 작품
- 맨 디바이디드 (2017)
- 엣지 오브 투모로우 (2014)
- 이지머니 2 (2012)
- 이지머니 (2010)